# アントニオ・マリア・エスキベル
アントニオ・マリア・エスキベル（Antonio María Esquivel y Suárez de Urbina 、1806年3月8日 - 1857年4月9日）はスペインの画家である。人物画、肖像画を専門とした。

## 略歴
セビリアで生まれた。父親は騎兵の将校で1808年にナポレオン戦争におけるバイレンの戦いで戦死した。セビリアの王立美術学校(Real Academia de Bellas Artes de Santa Isabel de Hungría)で学び、17世紀のセビリアの画家、バルトロメ・エステバン・ムリーリョの作品に親しんだ。
結婚した後の1831年にマドリードに移り、王立サン・フェルナンド美術アカデミーに奨学生として入学した。マドリードの知識人たちと交流し、1837年に芸術学校、Liceo Artístico y Literario の設立メンバーになり、解剖学を教えた。
1839年、視力をほとんどなくす病気にかかり、深刻な鬱病に陥ったが、同僚や友人の芸術家たちが費用を負担して、フランスの眼科医の治療を受け、回復した。それらの友人の肖像画がエスキベルの作品の題材となった。
1843年に宮廷画家(Pintor de Cámara)に任じられ、1847年に王立サン・フェルナンド美術アカデミーの会員に選ばれた。美術保全協会(Sociedad Protectora de Bellas Artes)の創立メンバーにもなった。美術史家としての著書も残した。
マドリードで没した。息子のカルロス・マリア・エスキベル(Carlos María Esquivel:1830-1867) とヴィセンテ・エスキベル (Vicente Esquivel:c.1840-1900)も画家になった。

## 作品

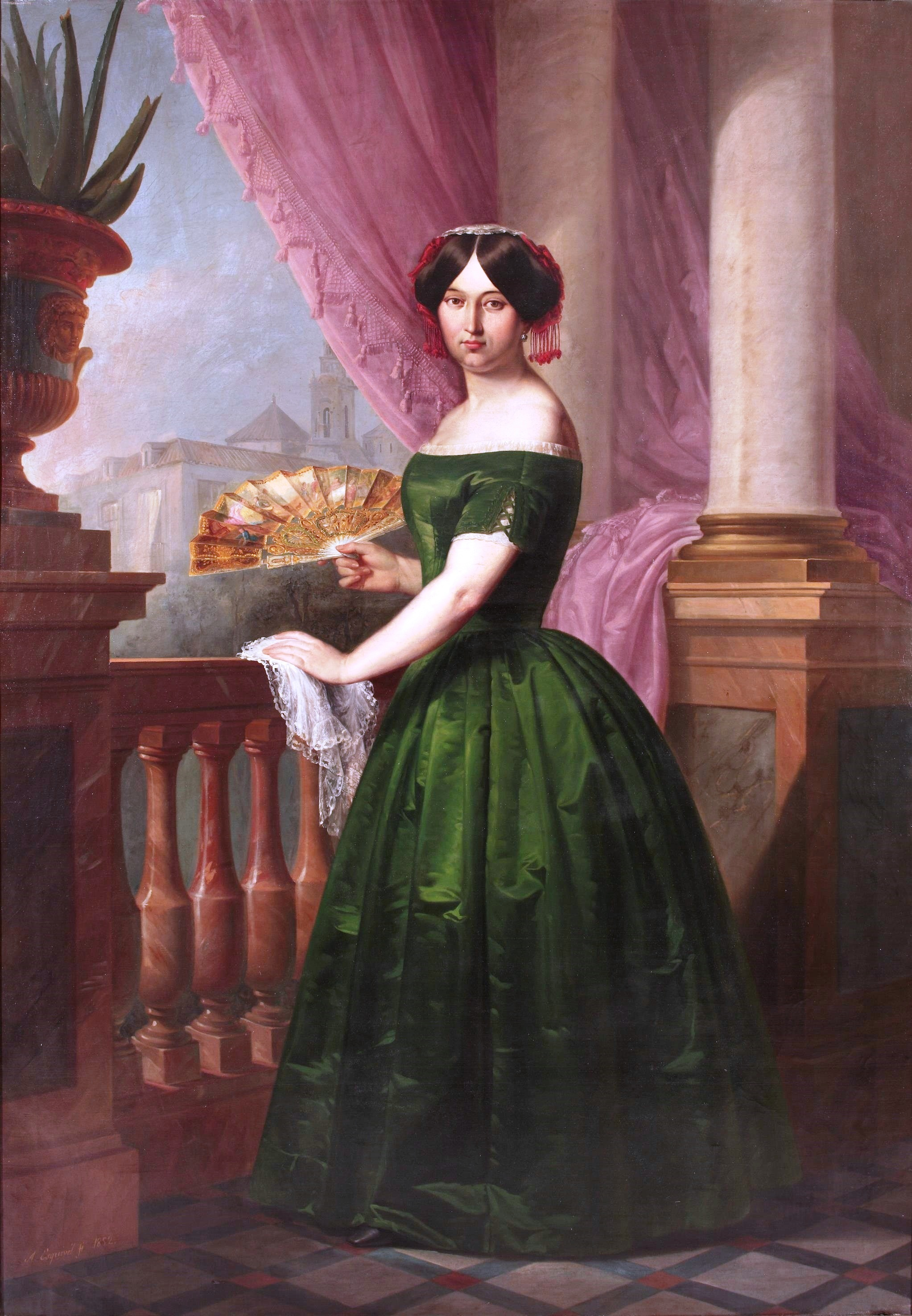
Josefa García Solís(1857) ロマン主義博物館 (マドリード)蔵
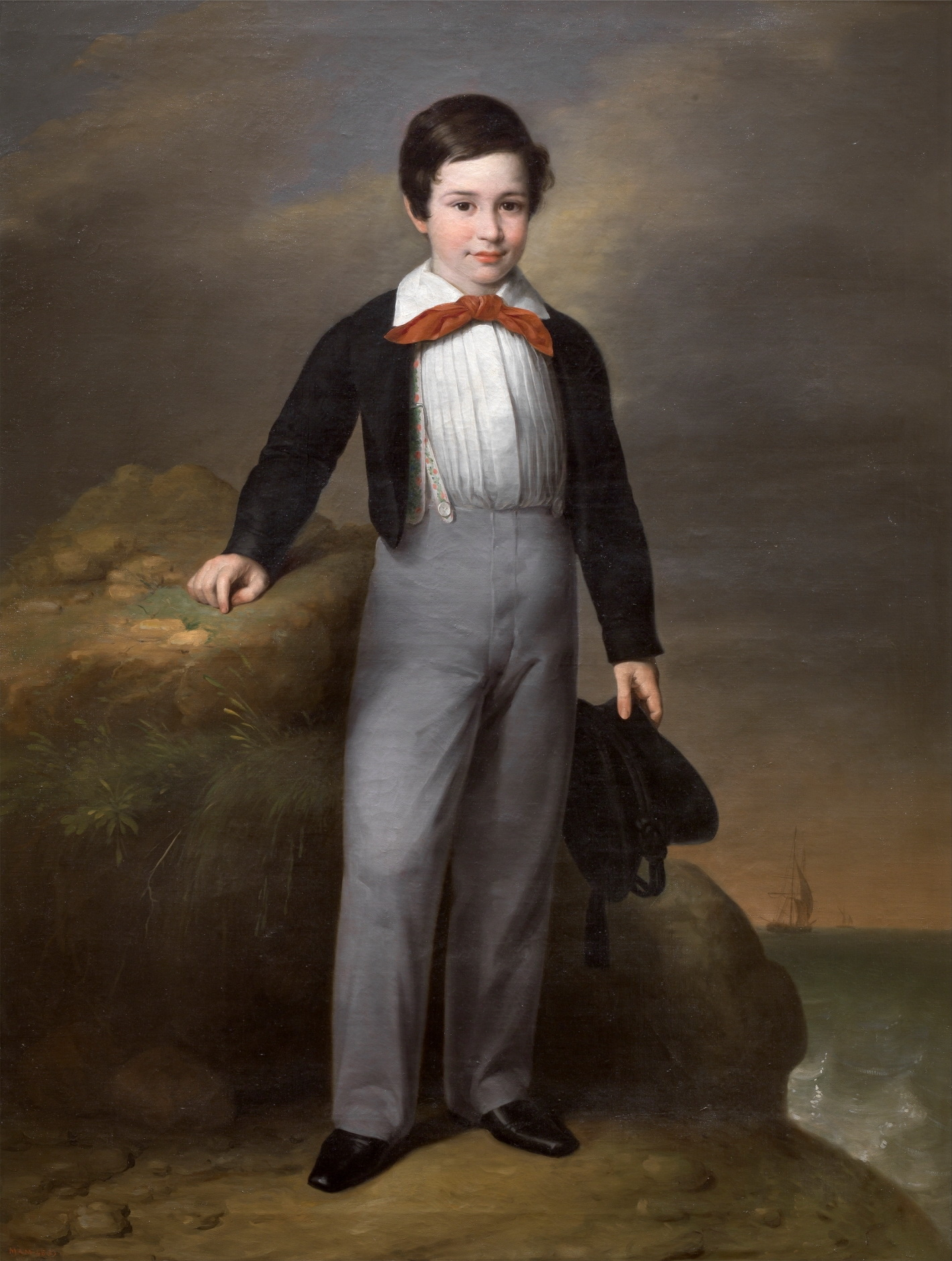
Manuel Flores Calderón プラド美術館蔵
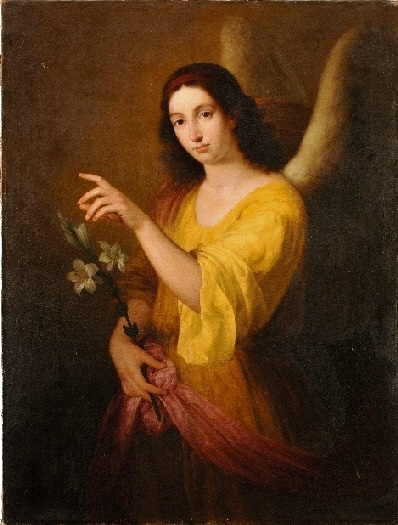
大天使聖ガブリエル (1847) セビーリャ美術館蔵
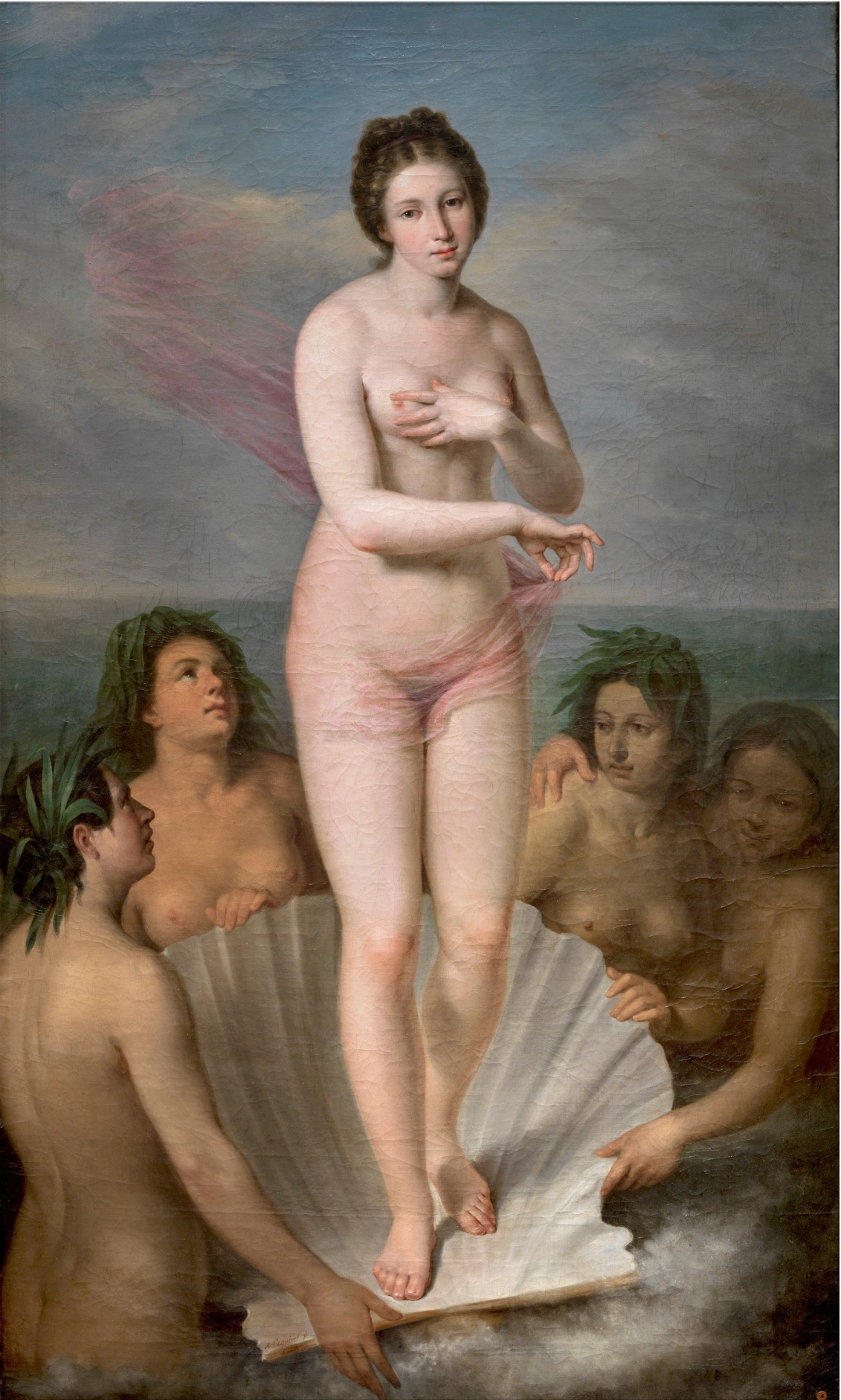
ヴィーナスの誕生 (1838) プラド美術館蔵

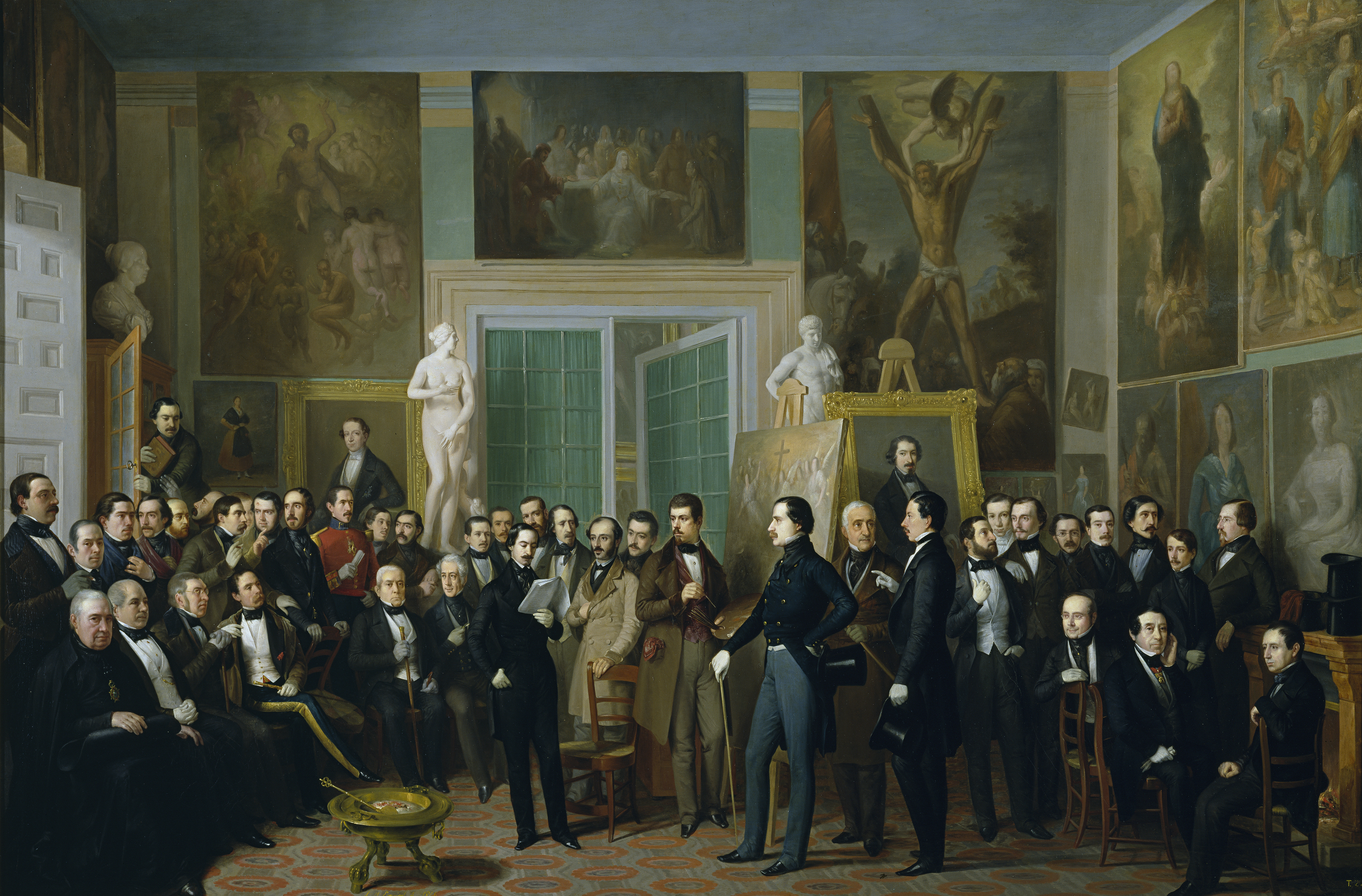
詩人の集会 プラド美術館蔵
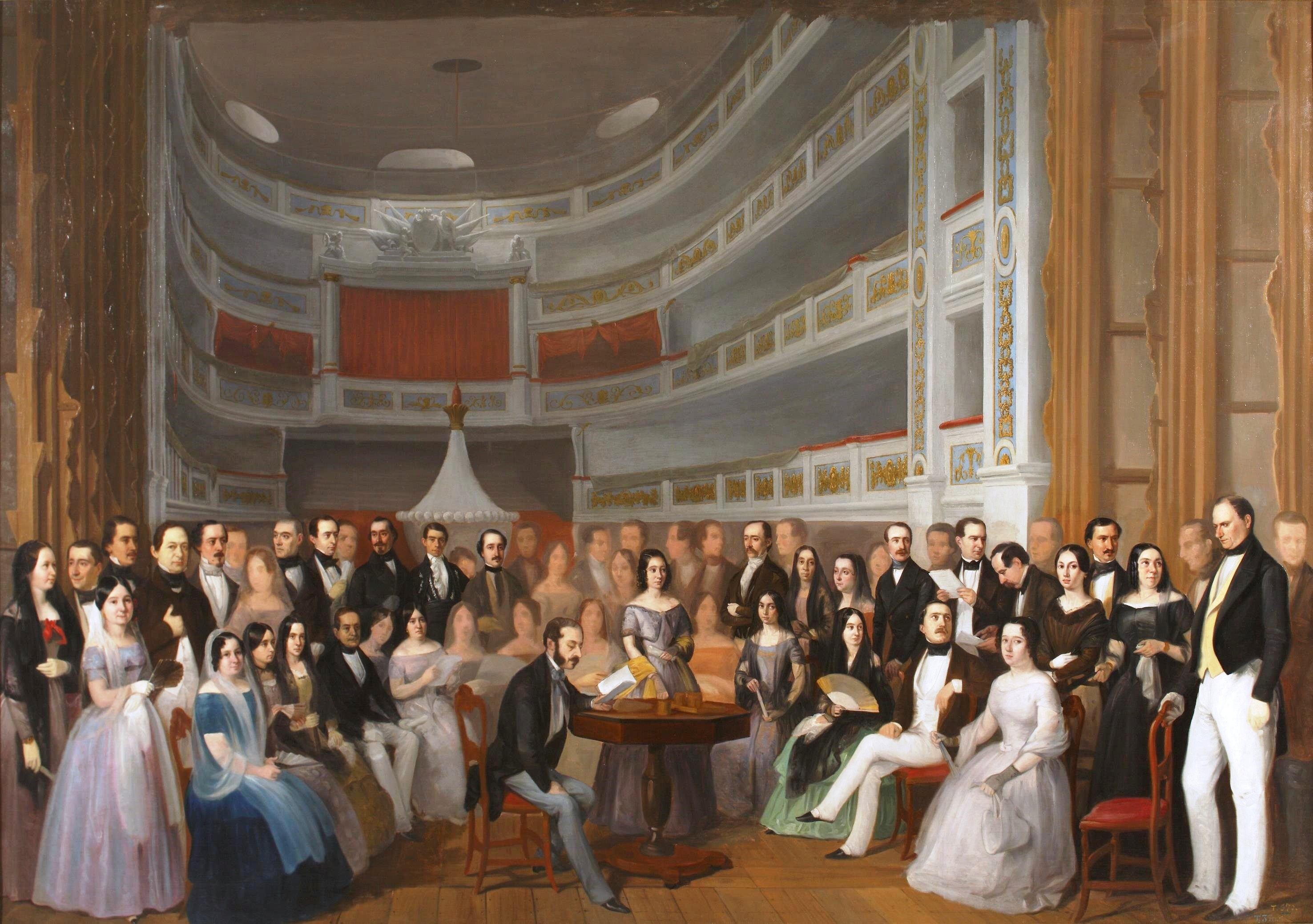
ベントゥーラ・デ・ラ・ベガの講義 プラド美術館蔵
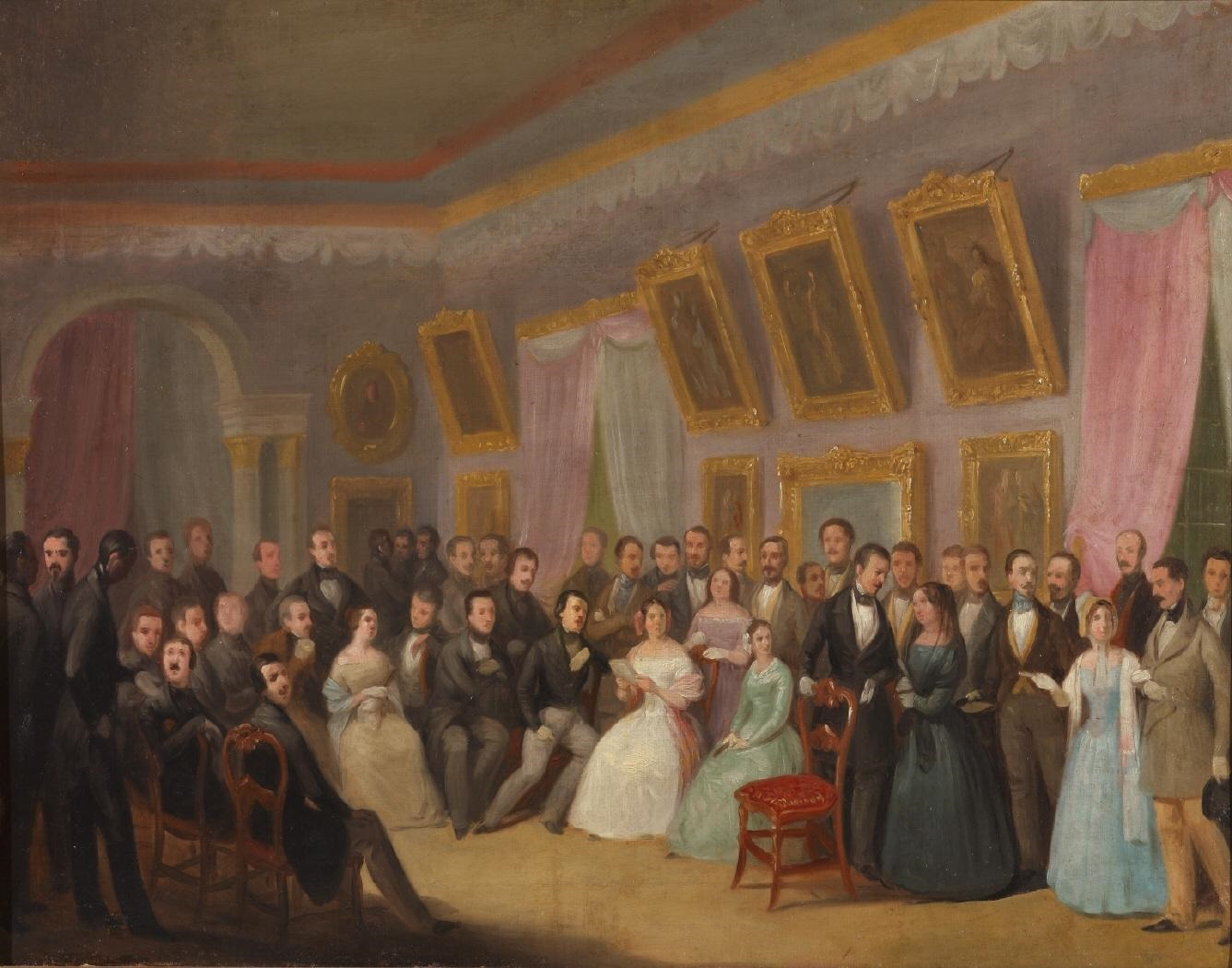
Reunión literaria o Reparto de premios en el Liceo ロマン主義博物館 (マドリード)蔵

## 関連図書
- Enrique Arias Anglés: Del Neoclasicismo al Impresionismo. Madrid: Ediciones Akal, 1999, ISBN 84-460-0854-8